# منطقة ملبونة
ملبونة هي قرية جزائرية تطل على جبل بابور من الجهة الغربية، وتقع شمال مدينة بابور وجنوب جبل قطيطة. تعتبر احد اهم المواقع في منطقة البابور

## التسمية
ملبونة نسبة الى جبل ملبونة الواقعة به،والتسمية عربية مأخودة من كلمة ‘لبن’، ملبونة اي متشبعة باللبن. كان يعرف سكان المنطقة بتربية المواشي والألبان تعتبر غداء أساسي لا يستغنى عنه أبدأ، ومن هنا عرفت بهذا الاسم.

## تاريخ
```
مرّ على منطقة ملبونة عدة حضارات، أهمها:
[
1
]
```

الحضارة الرومانية التي لا تزال آثارها موجودة وواضحة حتى اليوم في قمة ملبونة
الحضارة الإسلامية التي أتت باللغة العربية والدين الإسلامي ، حيث أصبح جميع سكان المنطقة الآن يتحدثون العربية وهم مسلمون ٪100

## الاقتصاد
نظرا ل التضاريس ذات الطبيعة الجبلية التي تميز المنطقة، كان يعتمد السكان قديما على تربية المواشي و الزراعة أساسا للعيش. أما حديثا انتشرت حظائر تربية الدواجن و تربية النحل، الى جانب تطور التجارة مع المناطق المجاورة. بالاظافة الى التزايد الكبير لعدد السياح الذين يتوافدون في فصلي الربيع و الصّيف لاستمتاع بالمناظر الطبيعية الخلاّبة في جبل ملبونة وأيضا جبل بابور المجاور، أما شتاءا فيتوافد عشاق التّزلج على الثلوج و المهتمين بالصيد.

## المناخ
تتميز ملبونة بمناخ معتدل و مشمس في فصلي الربيع و الخريف، حار نوعا ما صيفا، بارد شتاءا مع تساقط معتبر ل الأمطار و الثلوج.